# 小行星25367
小行星25367（25367 Cicek）是一颗绕太阳运转的小行星，为主小行星带小行星。该小行星于1999年10月19日发现。

## 轨道参数
小行星25367的轨道半长轴为369 442 182 km，2.4695333 UA，离心率为0.074。